# Max Lienert
Max Lienert (* 8. Februar 1903 in Luzern; † 24. Mai 1964 ebenda) war ein Schweizer Komponist und Musikpädagoge.

## Leben
Max Lienert legte 1921 das Maturitätsexamen ab, studierte von 1921 bis 1923 Elektro-Ingenieurwesen an der ETH und schloss mit dem 1. Vordiplom ab. Dann wandte er sich jedoch der Musik zu. Er nahm zunächst Privatunterricht und studierte von 1926 bis 1930 am Jaques-Dalcroze-Institut in Genf. Danach absolvierte er Weiterbildungen an der Staatlichen Preussischen Akademie für Kirchen- und Schulmusik Berlin bei Professor Fritz Jöde und besuchte Vorlesungen an der Hochschule für Musik.
1931 kehrte Max Lienert nach Luzern zurück, wo er eine Tätigkeit als Gesangslehrer an den Sekundarschulen aufnahm. Im April 1934 heiratete er Emma Springinsfeld, sie hatten fünf Kinder.
Neben seiner beruflichen Tätigkeit wandte sich Max Lienert der Volksmusik und insbesondere dem Jodeln zu. Im Jahr 1936 übernahm er die Leitung des Jodlerklubs Pilatus, zeitweilig leitete er auch den Jodlerklub Edelweiss Zofingen AG und den Arbeitermännerchor Emmenbrücke LU. In den Jahren 1946, 1948, 1953 und 1962 organisierte er Festspiele in Luzern. Er untersuchte auch theoretische Grundlagen des Jodelns. 
Max Lienert war Vorstandsmitglied des Eidgenössischen Jodlerverbandes und des Zentralschweizerischen Jodlerverbandes (ZSJV), der ihn 1961 zum Ehrenmitglied ernannte. Von 1954 bis 1964 arbeitete er in der Programmkommission der Innerschweizerischen Radio- und Fernsehgesellschaft mit.

## Werke
Kompositionen
- Weihnachtskantate für Schülerchor und Streichorchester (1934)
- Männerchorlieder
- Streichquartettsatz (1938)
- Sternenhymnus für Männerchor, Bläser und Orgel
- dreistimmige Männerchormesse mit Orgel
- Festliche Bläsermusik (1949)
- „Schwizervolk“
- „Sängertreu“

Bücher
- Schulungsgrundlage für Jodler und Jodlerinnen
- Unser Singbuch: Für die Mittel- und Oberstufe der Volksschulen. Benziger, Einsiedeln 1957. Dieses Gesangbuch war in mehreren Kantonen als obligatorisches Lehrmittel eingesetzt.